# Каспер Дольберг
Каспер Дольберг (дан. Kasper Dolberg; нар. 6 жовтня 1997, Сількеборг, Данія) — данський футболіст, нападник бельгійського «Андерлехта» і національної збірної Данії.

## Клубна кар'єра
Дольберг є вихованцем клубу «Сількеборг», де тренувався з 12 років. 17 травня 2015 року дебютував у данському чемпіонаті в поєдинку проти «Брондбю», замінивши на 63-ій хвилині Аде Рунсеве. Всього в кінці сезону 2014/15 з'явився на полі у трьох зустрічах.
Ще в січні 2015 року підписав угоду з «Аяксом», приєднавшись до нової команди лише після завершення сезону. Привів його скаут команди по Скандинавії, Джон Стін Ольсен, який запросив в «Аякс» Златана Ібрагімовича, Віктора Фішера і Крістіана Еріксена. Перший рік виступав за юнацьку команду, із сезону 2016/17 став залучатись до матчів основного складу. Влітку 2016 року продовжив контракт з нідерландським клубом до 2021 року. 7 серпня 2016 року дебютував в Ередивізі поєдинком проти «Спарти», вийшовши на заміну на 77-ій хвилині замість Матео Кассьєрри. У першому ж сезоні молодий нападник забив 16 голів в чемпіонаті, ставши найкращим бомбардиром клубу, і став з командою віце-чемпіоном Нідерландів і фіналістом Ліги Європи.
У наступному сезоні результативність Дольберга впала до 6 голів у чемпіонаті. У сезоні 2018/19 під сумнівом опинилося місце Дольберга в основному складі через прихід до команди Душана Тадича та гарну форму Класа-Яна Гунтелара: Ерік тен Гаг, на відміну від попередника, будував гру команди в атаці навколо Гунтелара, а не Дольберга.
29 серпня 2019 перейшов до «Ніцци» за 20,5 мільйонів євро, де став основним центральним нападником. За підсумками сезону 2019/20 став найкращим бомбардиром команди, забивши 11 м'ячів у 23 матчах чемпіонату.

## Кар'єра в збірній
Гравець юнацьких збірних Данії різних віків. Брав участь у відбіркових частинах до юнацьких чемпіонатів Європи, однак у фінальну стадію разом зі збірною не виходив.
11 листопада 2016 року дебютував у складі національної збірної Данії в зустрічі проти Казахстану.

## Титули і досягнення

### Командні
- Чемпіон Нідерландів (1):

«Аякс»: 2018-19
- Володар Кубка Нідерландів (1):

«Аякс»: 2018-19
- Володар Суперкубка Нідерландів (1):

«Аякс»: 2019

### Індивідуальні
- Талант року в Нідерландах (1): 2017[9].